# Brejo Pernambucano
Brejo Pernambucano is een van de 19 microregio's van de Braziliaanse deelstaat Pernambuco. Zij ligt in de mesoregio Agreste Pernambucano en grenst aan de microregio's Garanhuns, Mata Meridional Pernambucana en Vale do Ipojuca. De microregio heeft een oppervlakte van ca. 2.462 km². In 2009 werd het inwoneraantal geschat op 223.796.
Elf gemeenten behoren tot deze microregio:
- Agrestina
- Altinho
- Barra de Guabiraba
- Bonito
- Camocim de São Félix
- Cupira
- Ibirajuba
- Lagoa dos Gatos
- Panelas
- Sairé
- São Joaquim do Monte

Mesoregio's: Agreste Pernambucano · Mata Pernambucana · Metropolitana do Recife · São Francisco Pernambucano · Sertão Pernambucano

Microregio's: Alto Capibaribe · Araripina · Brejo Pernambucano · Fernando de Noronha · Garanhuns · Itamaracá · Itaparica · Mata Meridional Pernambucana · Mata Setentrional Pernambucana · Médio Capibaribe · Pajeú · Petrolina · Recife · Salgueiro · Sertão do Moxotó · Suape · Vale do Ipanema · Vale do Ipojuca · Vitória de Santo Antão